# Louis von Beeren
Louis Hugo Alexander von Beeren (* 12. Mai 1811 in Zeitz; † 28. Dezember 1899 in Naumburg (Saale)) war ein preußischer Generalleutnant und Kommandant der Festung Königstein.

## Leben

### Herkunft
Er war Angehöriger der märkischen Adelsfamilie von Beeren. Seine Eltern waren Karl Anton Ernst Friedrich von Beeren (1773–1824) und dessen Ehefrau Johanna Friederike Christiane Lämmerhirt (1777–1817). Die Ehe wurde am 11. August 1817 geschieden. Sein Vater war Oberst a. D. und Kommandeur des 11. Infanterie-Regiments.

### Militärkarriere
Beeren trat am 26. Juli 1828 in das 32. Infanterie-Regiment der Preußischen Armee ein und avancierte bis Mitte September 1830 zum Sekondeleutnant. Seit dem 10. Mai 1834 wurde er als Bataillonsadjutant eingesetzt. Vom 28. Februar 1845 bis 1848 war er als Kompanieführer in das 32. Landwehr-Regiment abkommandiert, in der Zeit wurde er am 12. Dezember 1846 zum Premierleutnant befördert. Von 1849 bis 1850 war er als Kompanieführer in das 4. kombinierte Reserve-Bataillon abkommandiert. Von dort kam er am 9. November 1850 als Hauptmann und Kompaniechef in das 32. Infanterie-Regiment. Am 14. April 1857 wurde er zum Major befördert und in das 28. Landwehr-Regiment versetzt, wo er Kommandeur des I. Bataillons in Köln wurde. Er wurde am 1. Juli 1860 als Bataillonsführer in das 28. kombinierte Infanterie-Regiment abkommandiert, aber schon am 1. Juli 1860 Bataillonskommandeur im 68. Infanterie-Regiment. Am 18. Oktober 1861 zum Oberstleutnant befördert, wurde er am 1. Juli 1862 Kommandeur des Füsilier-Bataillons des 32. Infanterie-Regiments. Er wurde am 7. April 1863 mit der Führung des Grenadier-Regiment Nr. 1 beauftragt, am 22. September 1863 zum Oberst befördert und als Kommandeur bestätigt. Anlässlich des Ordensfestes erhielt er im Januar 1866 den Roten Adlerorden III. Klasse mit Schleife.
Während des Krieges gegen Österreich kämpfte Beeren 1866 bei Trautenau, Tobitschau und Königgrätz. Am 20. September 1866 erhielt er dafür den Kronen-Orden III. Klasse mit Schwertern. Er wurde am 30. Oktober 1866 Kommandeur der 40. Infanterie-Brigade und am 31. Dezember mit Patent vom 30. Oktober 1866 zum Generalmajor befördert. Unter Belassung in seiner Stellung wurde er am 1. Oktober 1867 Kommandeur des herzoglich braunschweigischen Kontingents und am 9. Mai 1868 erhielt er das Kommandeurskreuz I. Klasse des Ordens Heinrich des Löwen. Am 23. Januar 1870 bekam er den Roten Adlerorden II. Klasse mit Eichenlaub und wurde am 14. Juli 1870 als Kommandant in die Festung Königstein versetzt. Dort erhielt er am 18. August 1870 den Charakter als Generalleutnant. Am 9. November 1872 mit dem Großkreuz des Albrechts-Ordens ausgezeichnet, wurde er am 13. März 1873 unter Verleihung des Sterns zum Roten Adlerorden II. Klasse mit Eichenlaub mit Pension zur Disposition gestellt. Ab diesem Zeitpunkt wurde die Kommandantur Königstein wieder mit einem sächsischen Offizier besetzt, Nachfolger wurde der Generalmajor Bernhard von Leonhardi. Von preußischer Seite erhielt er am 24. April 1873 noch 200 Taler für seine Umzugskosten. Er wohnte vormals in Dresden. Der General hatte sich durch die Durchführung zahlreichen Wohlfahrtskonzerte auf der Festung bei der Bevölkerung einen Namen gemacht.
Er starb am 28. Dezember 1899 in Naumburg (Saale) und war bereits seit 1863 Ehrenritter des Johanniterordens, hier Mitglied der Preußischen Provinzial-Genossenschaft.

### Familie
Beeren heiratete am 8. Juni 1842 in Halle (Saale) Anna Henriette Albertine Franz (1813–1849). Das Paar hatte mehrere Kinder:
- Hans Hugo (1843–1870), gefallen bei Wörth
- Bertha (* 1845) ⚭ Kurt Weber, sächsischer Generalmajor
- Werner (* 1846; † 1923), preußischer Oberstleutnant ⚭ 1877 Marie Breithaupt (* 1856)

Nach dem Tod seiner ersten Frau heiratete er am 20. Oktober 1852 in Erfurt Cäcilie Hartmann (1831–1908), mit der er folgende Kinder hatte:
- Anna Johanna Karoline (* 1853) ⚭ Konrad Kalau vom Hofe (1848–1914), Geheimer Justizrat[5]
- Ernst (* 1856), Pflanzer in Sumatra ⚭ Maria Pauline Sandel (* 1859), eine Schwester des Photographen Paul Sandel
  - Cäcilie (* 1887)
  - Hans (* 1891), Ing., Dozent ⚭ Lore Maria Lorenz (* 1893)
    - Hans (* 1925)
    - Ernst (* 1928)[6]

  - Rosa Margarete (* 1900)
- Heinrich (* 1860; † 1900)